# Christian Lerat
Christian Lerat est un historien spécialiste de la période moderne en Amérique et dans la Caraïbe.

## Biographie
Professeur d'études américaines à l'université Michel de Montaigne de Bordeaux, il y a dirigé le CLAN (Centre de recherches sur les cultures et littératures de l'Amérique du Nord) jusqu'en 2006. Son œuvre est partie d'une étude du rôle de Benjamin Franklin en tant que père fondateur de la diplomatie américaine, alors qu'il est l'auteur d'une thèse d'État sur Benjamin Franklin. Il a en particulier travaillé sur le thème des liens entre la franc-maçonnerie et les révolutions de la fin  du XVIIIe siècle et du début du XIXe siècle.
Fondateur de Caraïbe plurielle, une équipe interdisciplinaire, pour des programmes de recherche axés sur l'évolution du monde caraïbe, devenu spécialiste de l'Amérique coloniale, il a publié de nombreux ouvrages et articles sur les cultures et sociétés de l'Amérique du Nord et de la Caraïbe.

## Publications
- La Cour suprême des États-Unis : pouvoirs et évolution historique
- Benjamin Franklin : quand l'Amérique s'émancipait
- Échanges intellectuels, littéraires, artistiques dans le monde transatlantique
- Le Monde caraïbe. Défis et dynamique, tome II
- Le Monde caraïbe : échanges transatlantiques et horizons post-coloniaux
- Expansions/Expansionnismes dans le monde transatlantique (avec Nicole Ollier)
- Les Mutations transatlantiques des religions (avec Bernardette Rigal-Cellard)
- Mythes et réalités transatlantiques